# Юрген Крой
Юрген Крой (нім. Jürgen Croy, нар. 19 жовтня 1946, Цвікау) — східнонімецький футболіст, що грав на позиції воротаря. По завершенні ігрової кар'єри — тренер. Всю футбольну кар'єру провів у клубі з рідного міста «Заксенрінг», у складі якої двічі став володарем Кубка НДР, а також у складі збірної НДР, у складі якої став олімпійським чемпіоном 1976 року. Тричі визнавався кращим футболістом НДР.

## Клубна кар'єра
Юрген Крой народився 1946 року в Цвікау. У дорослому футболі дебютував 1965 року виступами за команду свого рідного міста «Заксенрінг», та відразу ж став основним воротарем клубу. У складі команди виступав протягом усієї кар'єри гравця, аж до 1985 року. Двічі ставав володарем Кубка НДР. Тричі Юрген Крой визнавався кращим футболістом НДР. Закінчив виступи на футбольних полях у 1985 році.

## Виступи за збірну
1967 року дебютував в офіційних матчах у складі національної збірної НДР. У 1972 році Крой брав участь у Олімпійських іграх 1972 року, на яких став у складі збірної бронзовим призером. У 1974 році у складі збірної був учасником чемпіонату світу 1974 року у ФРН, де зіграв у всіх 6 матчах команди. У 1976 році Крой брав участь в Олімпійських іграх 1976 року, на яких став у складі збірної олімпійським чемпіоном. Всього у складі східнонімецької збірної зіграв 86 матч, останній матч у складі збірної зіграв у 1981 році, ще 12 матчів зіграв у складі олімпійської збірної НДР.

## Після завершення кар'єри футболіста
Розпочав тренерську кар'єру відразу ж по завершенні кар'єри гравця, 1985 року, очоливши тренерський штаб свого рідного клубу «Заксенрінг», працював головним тренером протягом року. Після завершення тренерської кар'єри працював у міській управі Цвікау інспектором зі шкіл, культури та спорту аж до виходу на пенсію у 2020 році.

## Титули і досягнення

### Командні
- Чемпіон Європи (U-18): 1965
- Олімпійський чемпіон: 1976
- Бронзовий олімпійський призер: 1972
- Володар Кубка НДР (2): 1967, 1975

### Особисті
- Кращий футболіст НДР: 1972, 1976, 1978